# Dasumia crassipalpis
Dasumia crassipalpis är en spindelart som först beskrevs av Simon 1882.  Dasumia crassipalpis ingår i släktet Dasumia och familjen ringögonspindlar.
Artens utbredningsområde är Syrien. Inga underarter finns listade i Catalogue of Life.